# Gare de Kharkiv
La gare de Kharkiv (en ukrainien : Харків-Пасажирський) est une gare ferroviaire située dans le raïon Kholodnohirsky de la ville de Kharkiv en Ukraine.

## Histoire
La première gare date de 1869. Bâtie par Andrii Ton (uk) puis par Sergueï Zagoskine (uk) à la fin du XIXe siècle avec la connexion à la ligne Kharkiv-Balachov, elle devient la plus grande de l'Empire russe. Détruite pendant la Seconde Guerre mondiale, elle est reconstruite et ré-ouverte en 1952. En 1978 un nouveau bâtiment est adjoint qui comprend un hôtel de seize étages.
Elle est classée au registre national des monuments d'Ukraine sous le N° : 63-101-2314.

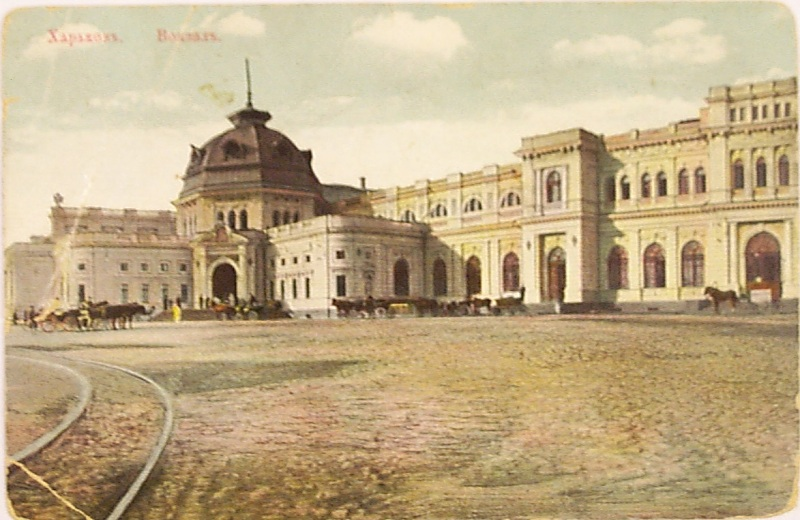
Avant 1917.

Le Musée ferroviaire de Kharkiv est ouvert sur son emprise et reprend l'histoire du réseau ferroviaire local.

### Accueil

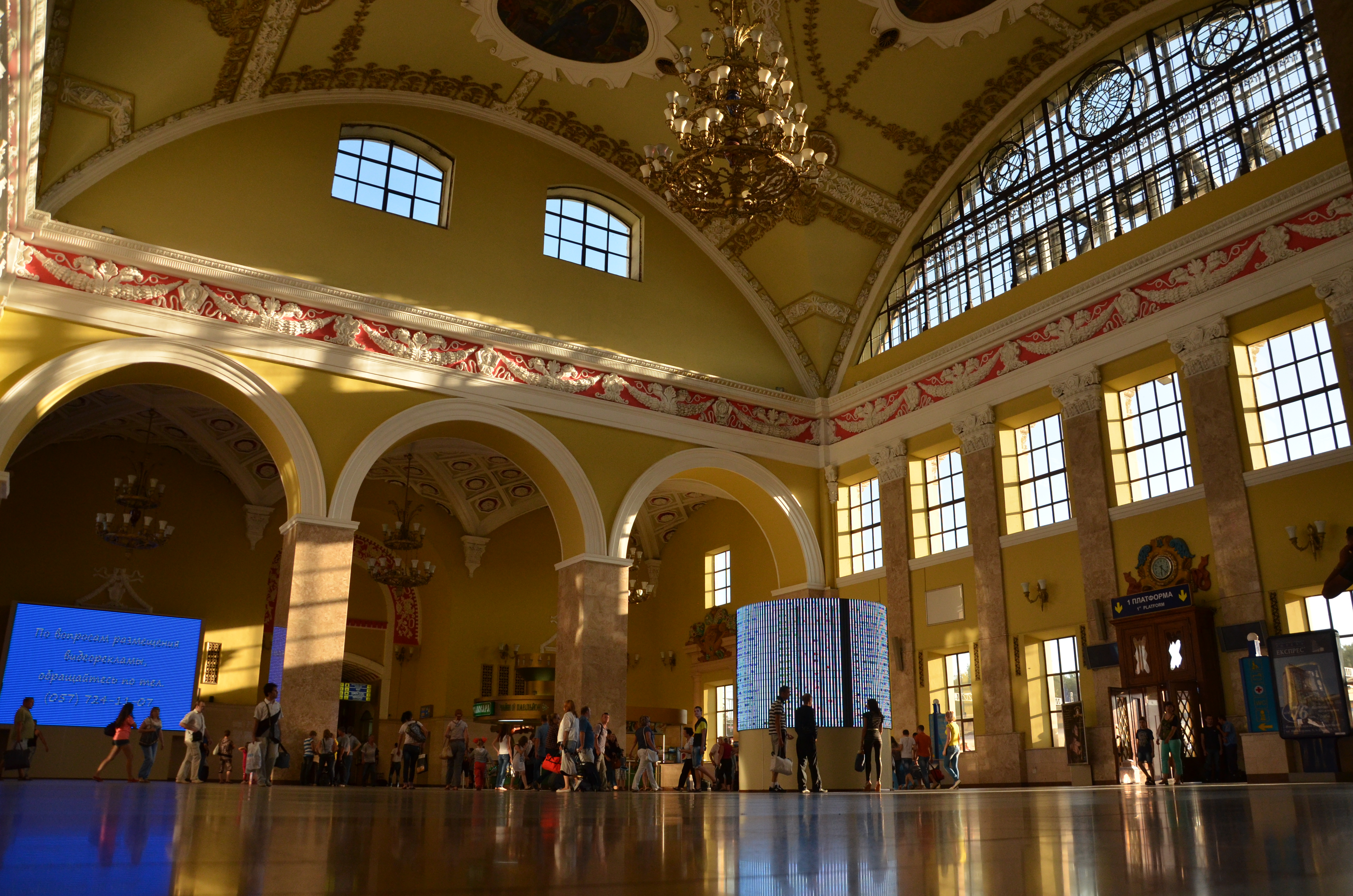
Hall d'accueil.

## Service des voyageurs

### Intermodalité
Elle est en correspondance avec la station Pivdennyi vokzal de la ligne 1 du métro de Kharkiv ; les lignes 1, 7, 12, 20 du Tramway de Kharkiv.